# Rhizopsammia
Rhizopsammia is een geslacht van koralen uit de familie van de Dendrophylliidae.

## Soorten
- Rhizopsammia annae (van der Horst, 1933)
- Rhizopsammia bermudensis Wells, 1972
- Rhizopsammia compacta Sheppard & Sheppard, 1991
- Rhizopsammia goesi (Lindström, 1877)
- Rhizopsammia minuta van der Horst, 1922
- Rhizopsammia nuda van der Horst, 1926
- Rhizopsammia pulchra Verrill, 1870
- Rhizopsammia verrilli van der Horst, 1922
- Rhizopsammia wellingtoni Wells, 1982
- Rhizopsammia wettsteini Scheer & Pillai, 1983